# Muntz Car Company
Muntz Car Company fue una compañía fabricante de automóviles de Glendale, California, que operó desde 1950 hasta 1954. La empresa era propiedad de Madman Muntz, un conocido distribuidor de automóviles usados y minorista de productos electrónicos. Fue asistido por Frank Kurtis, quien había intentado producir automóviles deportivos bajo la marca Kurtis Kraft (Kurtis Kraft Sport, que vendió sólo 36 unidades en 1950).
Hitze, Ed (1993). The Kurtis-Kraft Story (Paperback). Interstate Printers.
En 1951, Kurtis vendió la licencia para fabricar los automóviles a Muntz, quien rápidamente los rebautizó como "Muntz Jet", extendió el cuerpo del auto para 4 asientos, y cambió el motor Ford con un V8 Cadillac. Más tarde, este motor se sustituyó por un Lincoln V8 más económico.
El automóvil, un coupé deportivo, fue fabricado en Evanston, Illinois, y contó con un diseño único, con paneles de aluminio y una tapa de fibra de vidrio desmontable. Otras partes (como los motores) los compraban a otros  fabricantes. El automóvil podía alcanzar una velocidad de 112 kilómetros por hora, un logro significativo para un coche de carretera de aquella época. El Muntz-Jet apareció en la portada de la edición de septiembre de 1951 en Popular Science (con un Jaguar y un MG).
La compañía logró producir cerca de 400 autos durante 1951-1954, y debido al alto coste de fabricación, Muntz calculó que su compañía perdió cerca de $1,000 en cada auto; esta sangría financiera lo llevó a cerrar la compañía.
Debido a que los coches fueron distintivos en diseño, y bien construidos, Muntz Jets hoy en día son piezas de colecciones raras y valiosas.